# Amata ticaonis
Amata ticaonis là một loài bướm đêm thuộc phân họ Arctiinae, họ Erebidae.